# Прециозная литература
Прецио́зная литература (фр. précieux: первоначально «драгоценный», затем также «изысканный, жеманный»; от лат. pretiosus) — литературное направление, возникшее во Франции в начале XVII века в придворно-аристократической среде и просуществовавшее до 1660-х годов.
Аналогичные литературные движения существовали примерно в ту же эпоху в ряде других стран:
- маринизм — в Италии,
- гонгоризм, или культизм — в Испании,
- эвфуизм — в Англии.

## Общая информация
Оноре д’Юрфе (1568—1626 гг.) в посвящении ко второй книге (вышла в 1610 году) своего пятитомного пасторального романа «Астрея» обращается к Генриху IV с восхвалением его деяний, принёсших умиротворение всей Европе, и называет его подлинным автором своего произведения, так как только в условиях «отдыха и спокойствия» стали возможны подобные творения.
Прециозная школа оформилась в атмосфере аристократических салонов. Наибольшей славой пользовался салон маркизы Рамбулье «Cour de la cour», считавшийся законодателем светских нравов и литературных вкусов. Здесь, наряду с Принцами крови, постоянными посетителями были поэты Шаплен, Вуатюр, Годо, Менаж, знаменитый кавалер Марино, молодой Корнель, выразивший своё увлечение прециозностью в ранней комедии «Мелита» (1629), и создатель эпистолярной формы этого же жанра Гез де Бальзак. Здесь был выработан литературный язык эпохи с его избеганием вульгаризмов, изысканными перифразами, напыщенной риторикой, страстью к гиперболе. Литературным отражением салонной жизни были бесчисленные мадригалы, сонеты, рондо, послания, представлявшие собой лёгкую, изысканную светскую «causerie» (непринуждённый разговор, беседа) в стихах с её острословием, вычурными оборотами, словесной игрой, поэтическими загадками, каламбурами. Любовь, точнее галантная влюблённость, культ дамы, эпизоды светской жизни — обычная тематика этой поэзии. Её наиболее яркие представители — Годо, Бенсерад, аббат Котен, Вуатюр, Пелисон, Саразен, создавшие условный стиль светской лирики, блестящей по форме.
Писатели-прециозники в формировании своего стиля использовали готовые образцы итальянской и испанской литературы XVI века, широко распространившейся во Франции в подлинниках и переводах. В лирике это был «петраркизм» поэтов позднего Возрождения, утвердившийся во французской придворной поэзии со времён «Плеяды» и впоследствии осложнённый воздействием Марино, испанца Гонгоры и других. В области монументальных жанров (роман, поэма) и драмы это была пастораль в её различных вариациях — «Аркадия» Якопо Саннадзаро, «Аминта» Тассо, «Верный пастух» Гуарини, «Диана» Монтемайора, «Галатея» Сервантеса, позднее мифологическая поэма «Адонис» Марино, вышедшая во Франции с предисловием Шаплена (1623), поэмы Боярдо, Ариосто и Тассо, а также испанские рыцарские романы, знаменитые «Амадисы», оказавшие сильное влияние главным образом на героико-галантные романы Гомбервиля, г-жи Скюдери и других.
Немецкая прециозная литература возникла под влиянием французской и итальянской и носила те же черты (Г. Ф. Харсдерффер, фон Биркен и другие).

## «Астрея» и пасторальный роман
Используя образы, мотивы, композиционные приёмы итальянской и испанской пасторали, Оноре д’Юрфе создаёт свою «Астрею» (выходила частями с 1607 до 1627), ставшую образцом французского прециозного пасторального романа и породившую ряд подражаний. В романе действие перенесено в Галлию V века, на берега озера Линьон; главные персонажи романа — пастушки́ и пасту́шки, «но не те пастухи, которые не знают иной жизни, а те, которые нашли в этой сладостной жизни благородное отдохновение», говорит один из героев романа. Их окружают нимфы, друиды, придворные сказочной королевы Амасис. Пастушеский посох и свирель символизировали бегство от окружающей действительности в идеальную страну, где нет иных бурь и треволнений, кроме тех, которые причиняет любовь.
Перипетии любовной истории героев романа — Селадона и Астреи (см.) — перебиваются множеством вставных эпизодов, вводящих в ткань романа всё новых и новых действующих лиц и в большинстве случаев варьирующих те же любовные мотивы. События развиваются чрезвычайно медленно, герои не действуют, а рассуждают, спорят, анализируют различные оттенки и контраверсы любовных переживаний. Эти любовные дискуссии приводят к установлению законченного морального кодекса галантных взаимоотношений между мужчиной и женщиной, которыми должны руководствоваться утончённые натуры. Изысканно аффектированный риторический стиль романа был образцом той речевой культуры, которую стремились внедрить в литературу и в быт писатели-прециозники.
Успех «Астреи» был огромный. «В течение сорока лет почти все театральные пьесы брали сюжет из „Астреи“ и поэты обычно довольствовались тем, что перелагали в стихи то, что господин Юрфе сказал в прозе о своих персонажах» (Сегре). Драматизации отдельных эпизодов романа посвящены «Lygdamon et Lidias» (написана в 1629, напечата в 1631) Ж. Скюдери, «Chryséide et Arimant» (поставлена в 1625, напечатана в 1630) Мере, «Madonthe» (1632) Катиньона, «La Dorinde» (1631) Овре и другие произведения. В предисловии к своему роману «Артамен или Великий Кир» (1649—1653) госпожа Скюдери пишет: «Бессмертный Гелиодор и великий Юрфе были и будут для меня единственными образцами. Это мои единственные наставники; только им я следовала, только им нужно следовать». В Германии была основана «Académie des Parfaits amants»; её создатели, 48 принцев, принцесс и других представителей высшего света, обратились к Юрфе с письмом, в котором сообщили, что они решили, приняв имена героев «Астреи» и облачившись в их костюмы, предаться наслаждению «совершенной любви».

## Галантный роман
Героико-галантный роман, получивший широкое распространение в 40-60-х годах, по существу был лишь некоторым видоизменением пасторального. Античные герои «Клеопатры» (12 частей, 1647) Ла Кальпренеда, «Артамена или Великого Кира» (10 частей, 1649—1653), «Клелии» (10 частей, 1654—1660) M. де Скюдери — суть те же персонажи, идеализированные, изысканные и чувствительные, что и пастушки «Астреи». Любовные перипетии, перемежающиеся с рассуждениями о любви, заполняли всё содержание романа. В отличие от пасторалей, галантно-героические романы изобилуют авантюрными положениями, которые однако не делают произведения более динамичным, так как приключенческий элемент разбавлен бесчисленными описаниями и длительными рассуждениями. Вычурный орнаментализм и риторичность нашли в этом жанре своё наиболее законченное выражение.

## Героическая поэма
Позднее других жанров появляется прециозная героическая поэма — это «Аларих» Ж. Скюдери (1654), «Хлодвиг» Демаре де Сен-Сорлена (1657), «Святой Людовик» Ле Муана (1653), «Девственница» Шаплена (1656) и другие. В этих произведениях, густо насыщенных фантастикой, выведены те же идеальные, изысканные придворные, что и в произведениях других жанров. Героика здесь перемешивается с любовными приключениями. Бесчисленные описания, гиперболизм, причудливость метафор и сравнений (так, гигант, охраняющий источник в «Св. Людовике», «подобен ели, шествующей по земле») характеризуют эти произведения.

## Пародия и критика
В 1627 сатирик Шарль Сорель выпустил пародию на пастушеский жанр — поэму «Сумасбродный пастух» (фр. Le Berger extravagant), написанную под влиянием «Дон-Кихота» Сервантеса, в которой осмеял традиционные мотивы, образы и стиль пасторалей. Герой поэмы, сойдя с ума от чтения «Астреи», делается пастухом и совершает ряд «безумств».
Против прециозного стиля выступили также Мольер и Буало-Депрео. Последний в своих «Сатирах» (1660—1668), «Посланиях» (1669—1677), «Поэтическом искусстве» (1674) и других произведениях высмеивает барочную вычурность этого стиля, архаическую композицию их поэм и романов, вскрывая алогизмы и нападая на метод трактовки античных моментов. Об образе Кира в романе Скюдери он говорит: «Вместо того, чтобы создать образец совершенства, она сочинила из него Артамена, ещё большего безумца, чем все Селадоны и Сильвандры. Он (Кир) занят только своей Манданой, он с утра до вечера только жалуется, вздыхает и стенает о любви» («Предисловие к диалогу о героях романа»).

## Наследие и дальнейшее развитие
Прециозная литература в целом соотносится с эпохой барокко в европейском искусстве. В следующем, XVIII веке ряд черт прециозной литературы (культ «лёгкой поэзии», пасторали, галантности, декоративности) сохраняется в литературе рококо.